# Schenkenschanz
Schenkenschanz (Nederlands: Schenkenschans) is een kerkdorp in de Duitse gemeente Kleef in de deelstaat Noordrijn-Westfalen. Op 31 december 2015 telde Schenkenschanz 102 inwoners op een oppervlakte van 0,38 km². Schenkenschanz ligt direct aan de zuidzijde van de rivier de Rijn op ongeveer vijf kilometer van het centrum van Kleef aan de samenvloeiing van de Rijn met Griethauser Altrhein en op 1,3 km van de grens met Nederland.
Schenkenschanz is een oude door water omgeven vesting. Het is voor voetgangers en fietsers in de zomer met een veerpontje te bereiken vanuit het gehucht Düffelward. Over land is het met de auto te bereiken via de Altrheinbrücke vanuit het oude stadje Griethausen.
Met een oppervlakte van 38 hectare is Schenkenschanz het kleinste 'stadsdeel' van Kleef. Het dorp ligt voor negentig procent in een gebied dat bij hoogwater kan overstromen; deze gronden maken onderdeel uit van het natuurgebied Salmorth. Slechts tien procent van de kadastrale eenheid Schenkenschanz is bebouwd. De bebouwde kern is voor twee derde deel door een hoogwatermuur omgeven. Het andere bebouwde gedeelte wordt door een dijk tegen overstroming beschermd.

## Geschiedenis
De plaats behoorde lange tijd tot Nederland en werd in die tijd "Schenkenschans" genoemd. Daarvoor noemde men het toenmalige eiland "Voshol" gelegen in het gebied van 's-Gravenwaard. Tijdens de Tachtigjarige Oorlog kwam het in bezit van de Republiek der Zeven Verenigde Nederlanden. In 1586 werd de vesting door Maarten Schenk van Nydeggen aangelegd. In 1599 werd de schans door Maurits van Oranje versterkt en deze werd daarna meteen op de proef gesteld met een belegering door de kardinaal van Oostenrijk. De vesting had een grote betekenis in het strategisch belangrijke gebied rond de splitsing van de rivieren Rijn en Waal en werd als 'toegangspoort' tot de Republiek lange tijd als onneembaar gezien.
Door verandering in de loop van de Rijn werd de vesting feitelijk een eiland. Nadat zij uiteindelijk in het eerste deel van de 18e eeuw door nieuwe veranderingen in de loop van Rijn helemaal haar strategische betekenis verloor, ontwikkelde de voormalige vesting zich tot een dorp.
Het Fort Sterreschans en later Fort Pannerden kunnen worden gezien als de opvolgers van de Schenkenschanz.

### Kroniek
- In de 14e eeuw bouwde graaf Jan van Kleef (1347 - 1368) hier een burcht.
- In 1586 bouwde Maarten Schenk van Nydeggen hier in opdracht van Robert Dudley, graaf van Leicester, de burcht uit tot een vesting.
- In 1599 Beleg van Schenkenschans door Andreas van Oostenrijk
- In 1634 werd de evangelische kerk gebouwd.
- In 1635 werd Schenkenschans veroverd door de Spanjaarden.
- In 1636 werd Schenkenschans door Frederik Hendrik van Oranje heroverd. Johan Maurits van Nassau-Siegen leverde een forse bijdrage.
- In 1672 werd Schenkenschans door Nederland zonder slag of stoot overgeleverd aan Frankrijk.
- In 1681 werd Schenkenschans aan de Republiek overgedragen in verband met een niet afbetaalde lening door George Willem van Brandenburg
- In 1816, na het Congres van Wenen, werd Schenkenschans aan Pruisen gegeven en de vestingwerken geslecht.
- In februari 1995 moesten de inwoners van het dorp worden geëvacueerd vanwege de bedreiging door hoog water.
- 2016 stopzetting veerpontje Düffelward - Schenkenschanz
- 2020 herinstelling veerpont door Heimatverein; seizoensgebonden voet- en fietsveer

### Afbeeldingen

Het beleg van Schenckenschans door prins Frederik Hendrik, april 1636
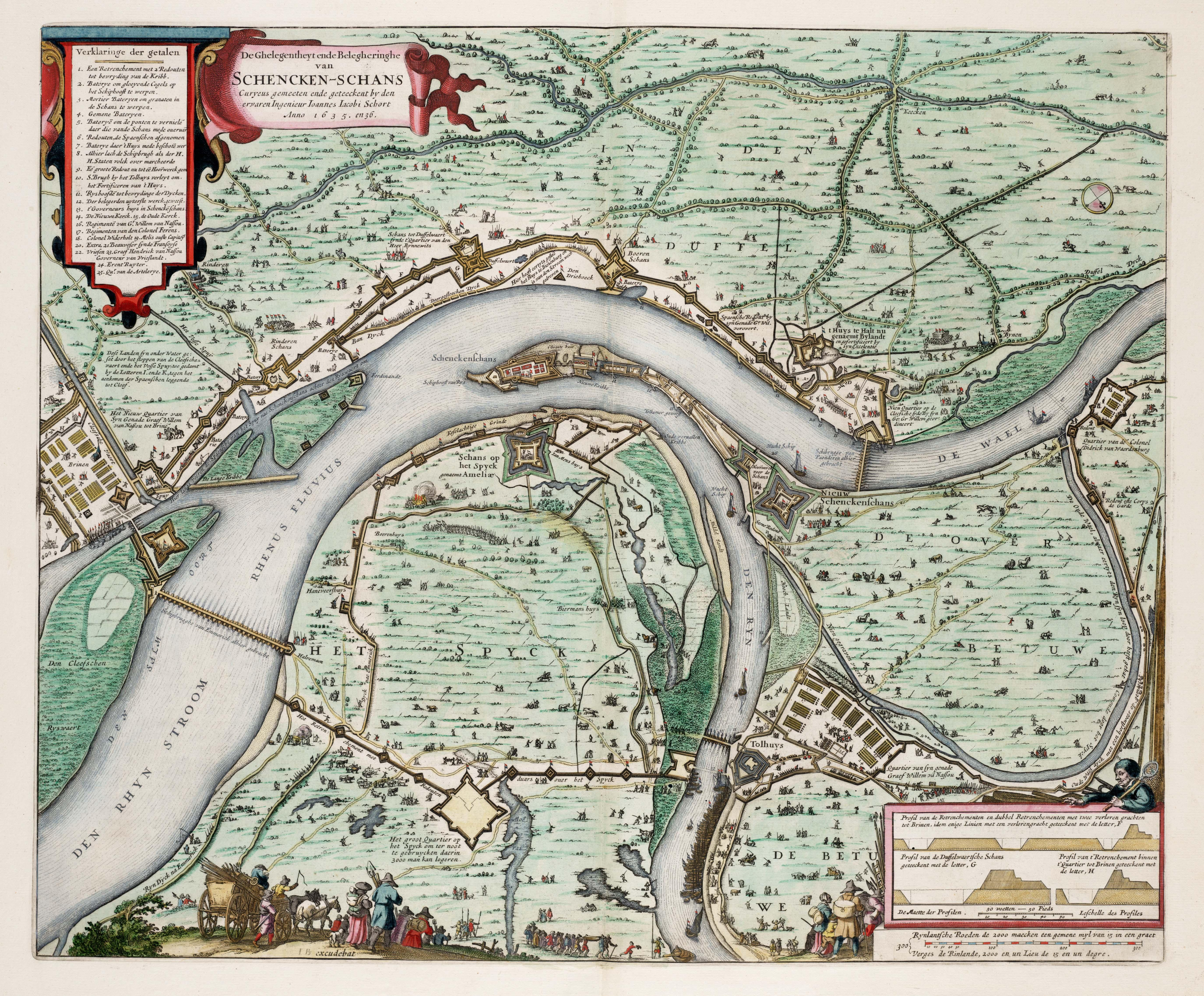
Johannes Jacobus Schort: Belegering van Schenkenschans in 1635 en 1636 (onderkant is noord)
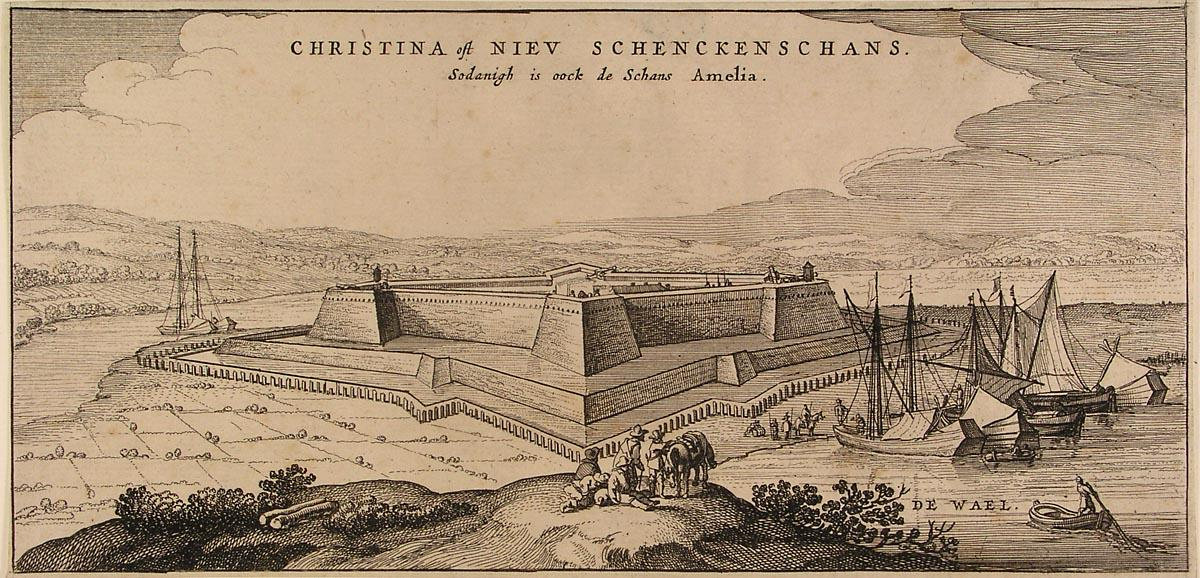
De fortificatie van Nieuw Schenckenschans, Claes Jansz. Visscher
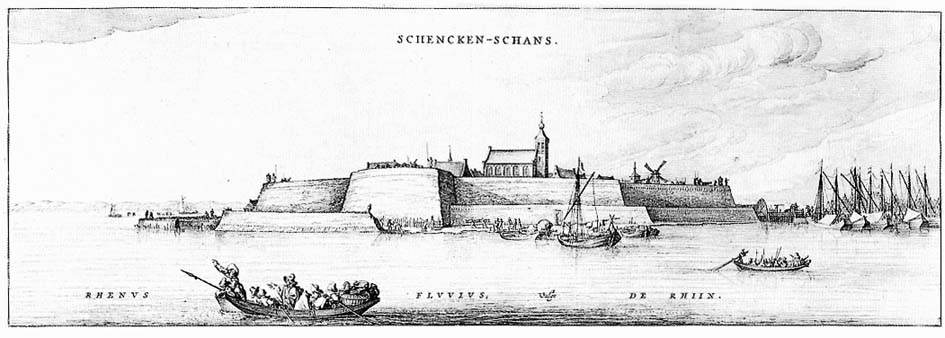
Schenkenschans, kopergravure uit 1645
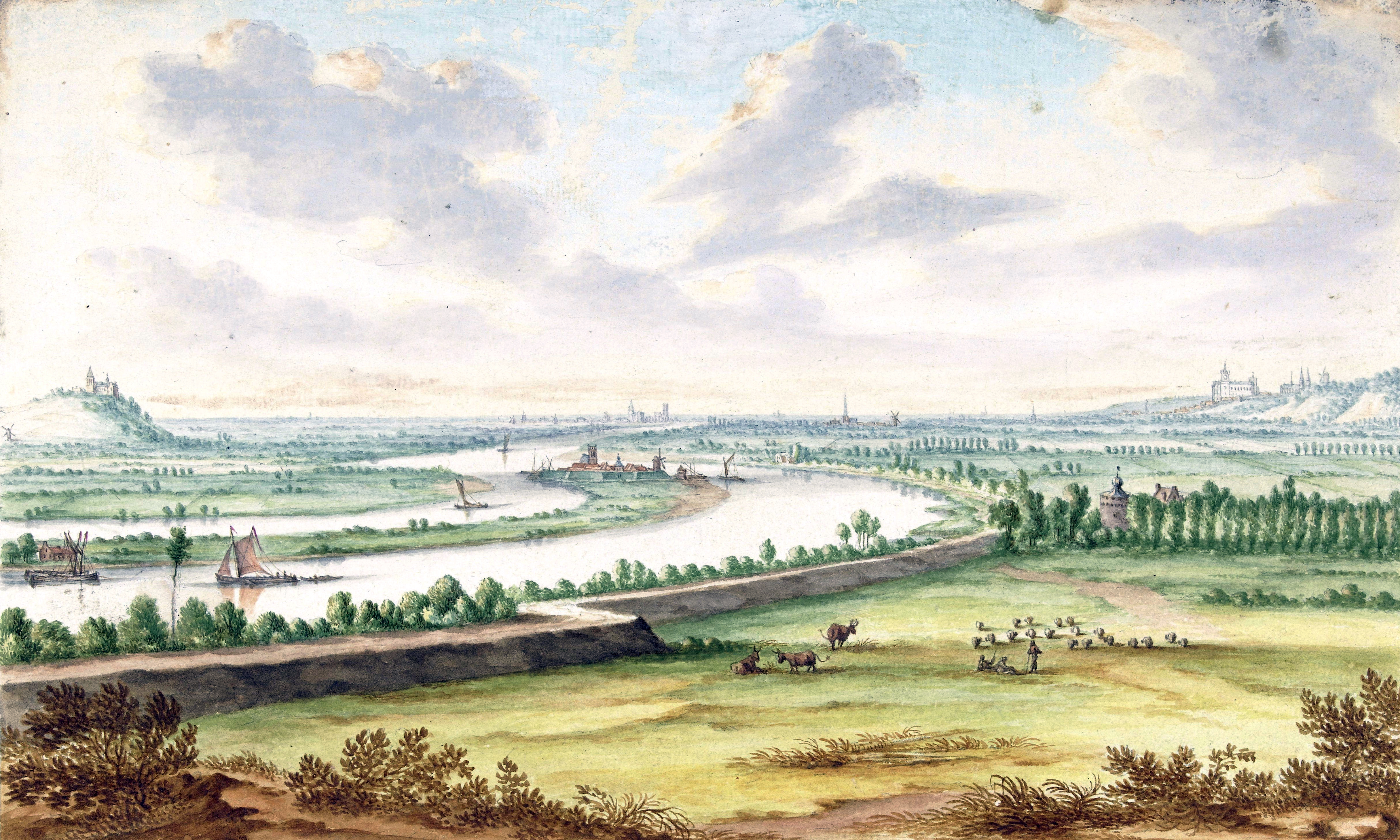
Gezicht op Schenkenschanz, circa 1666, links Eltenberg, rechts Kleef
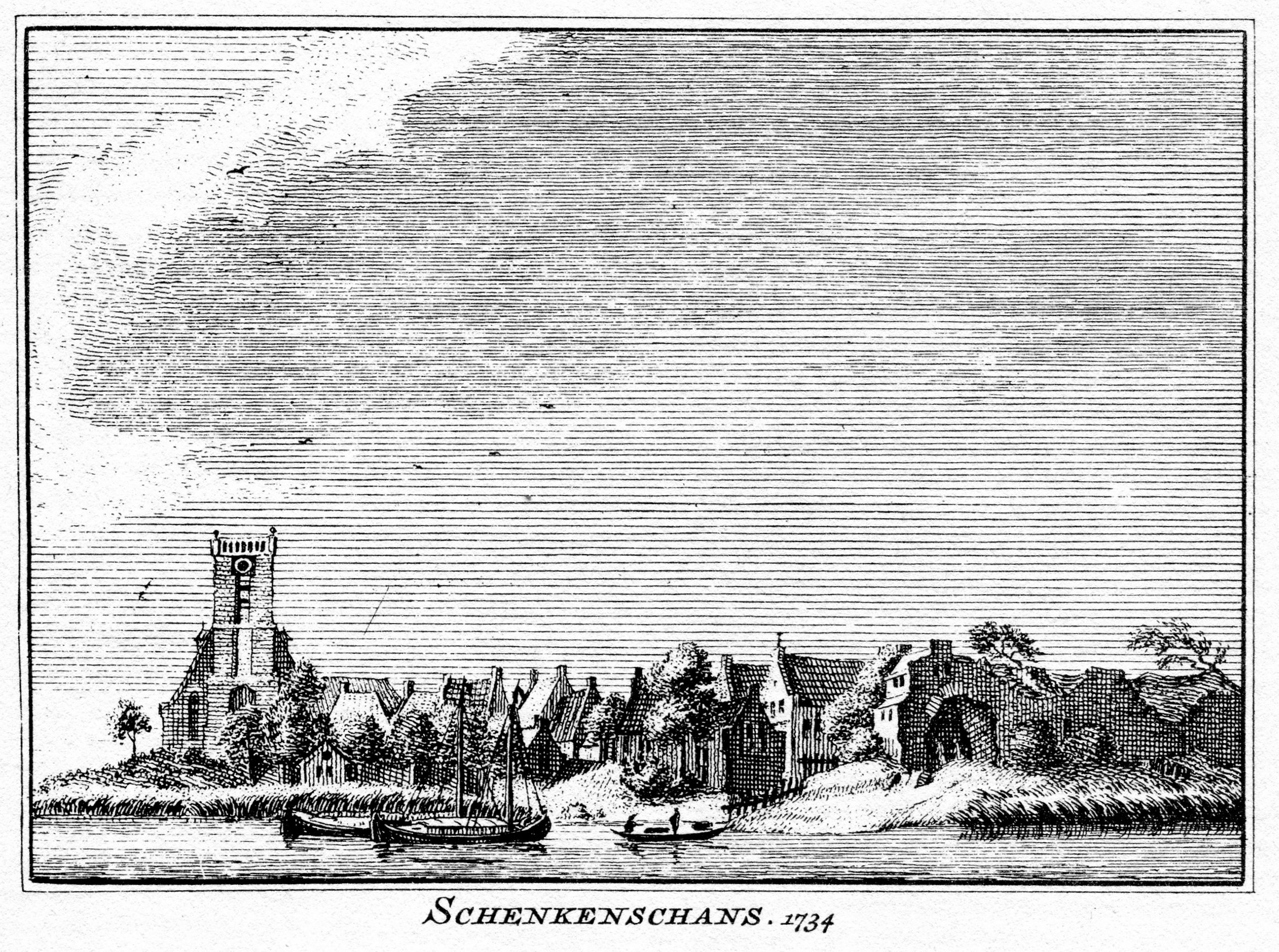
Schenkenschans in 1734, prent van Hendrik Spilman naar tekening van Jan de Beijer
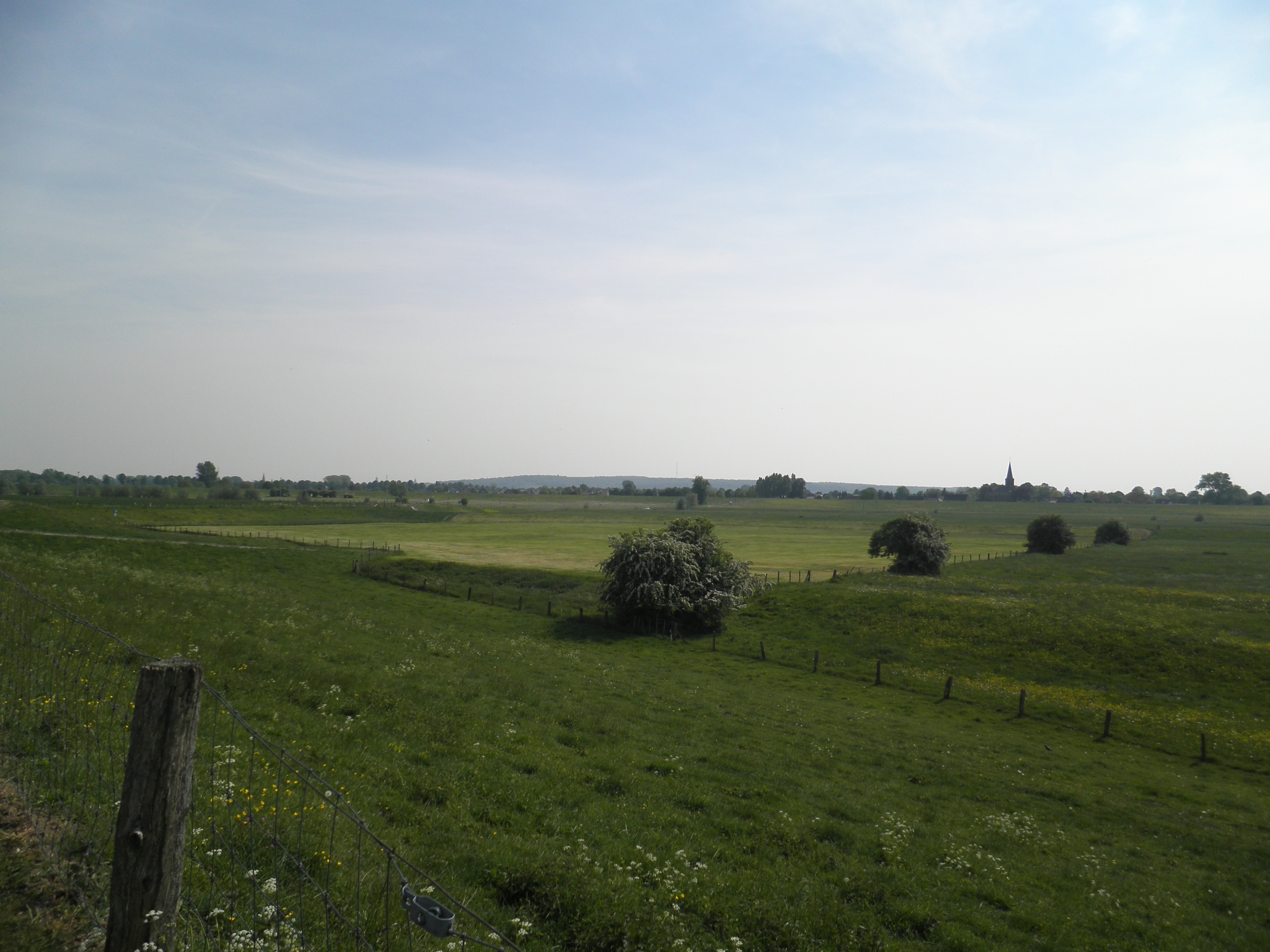
Blik op Kleef en Düffelward vanuit Schenkenschanz
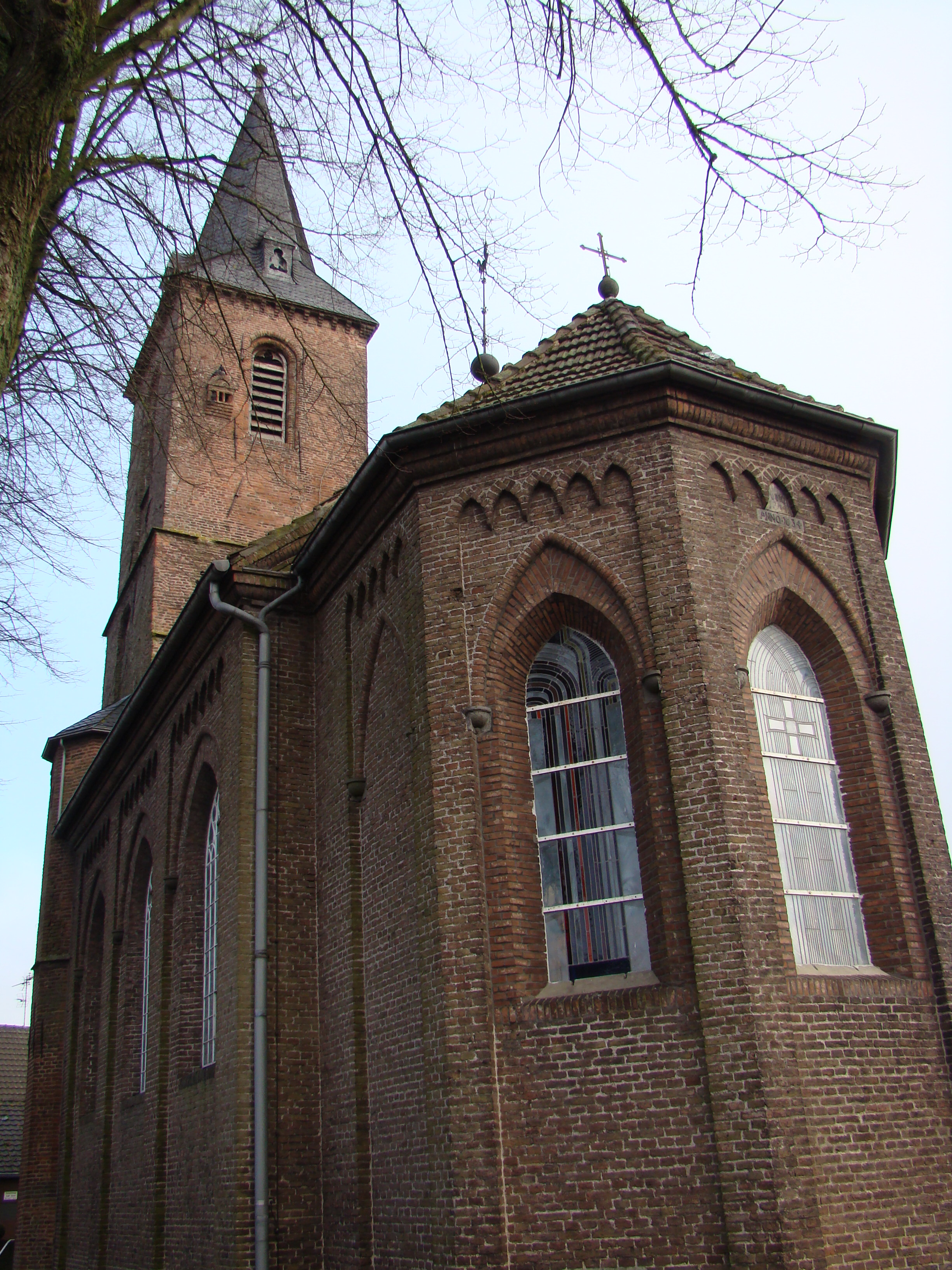
De evangelische kerk
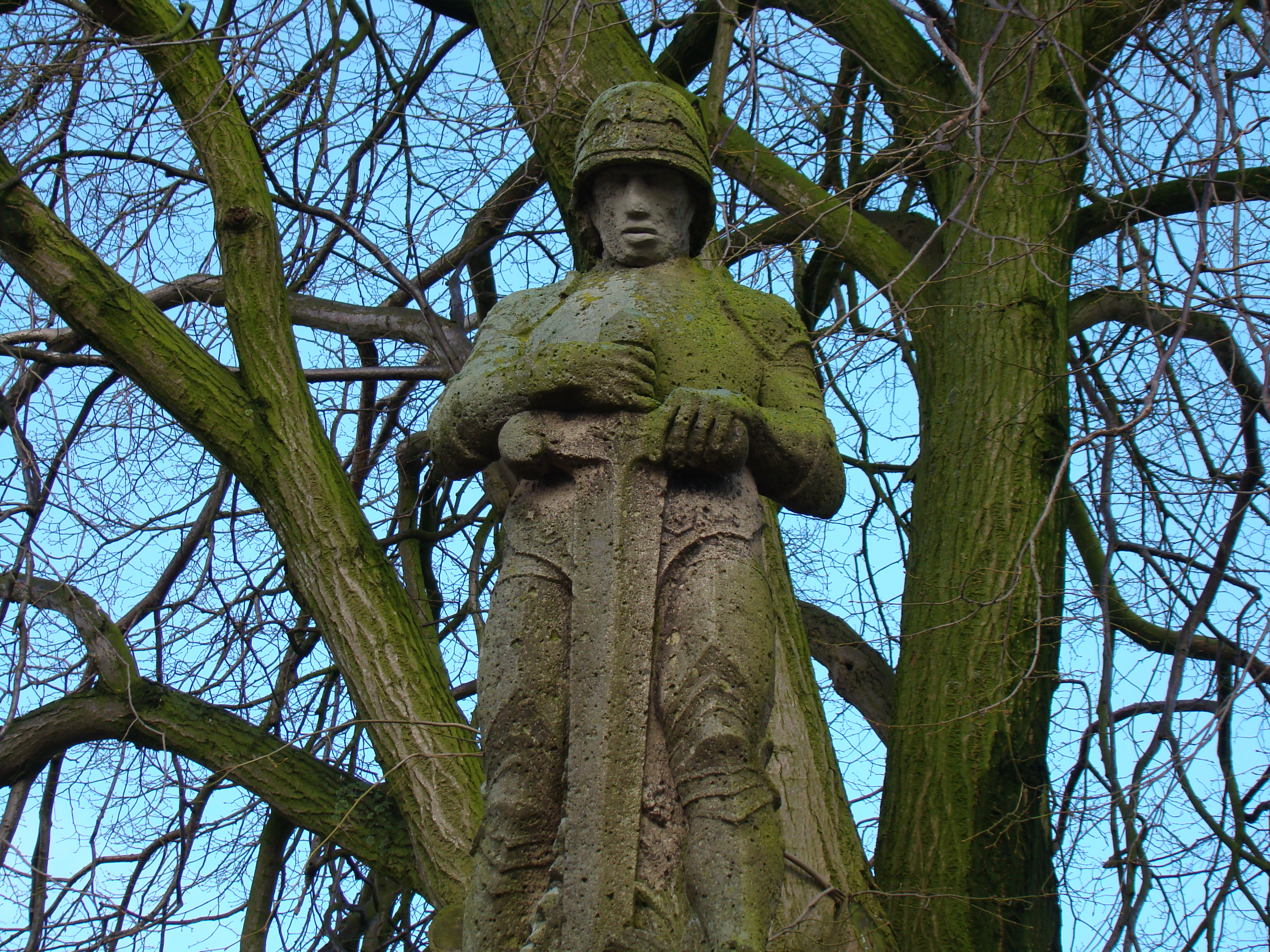
Monument voor de gevallenen
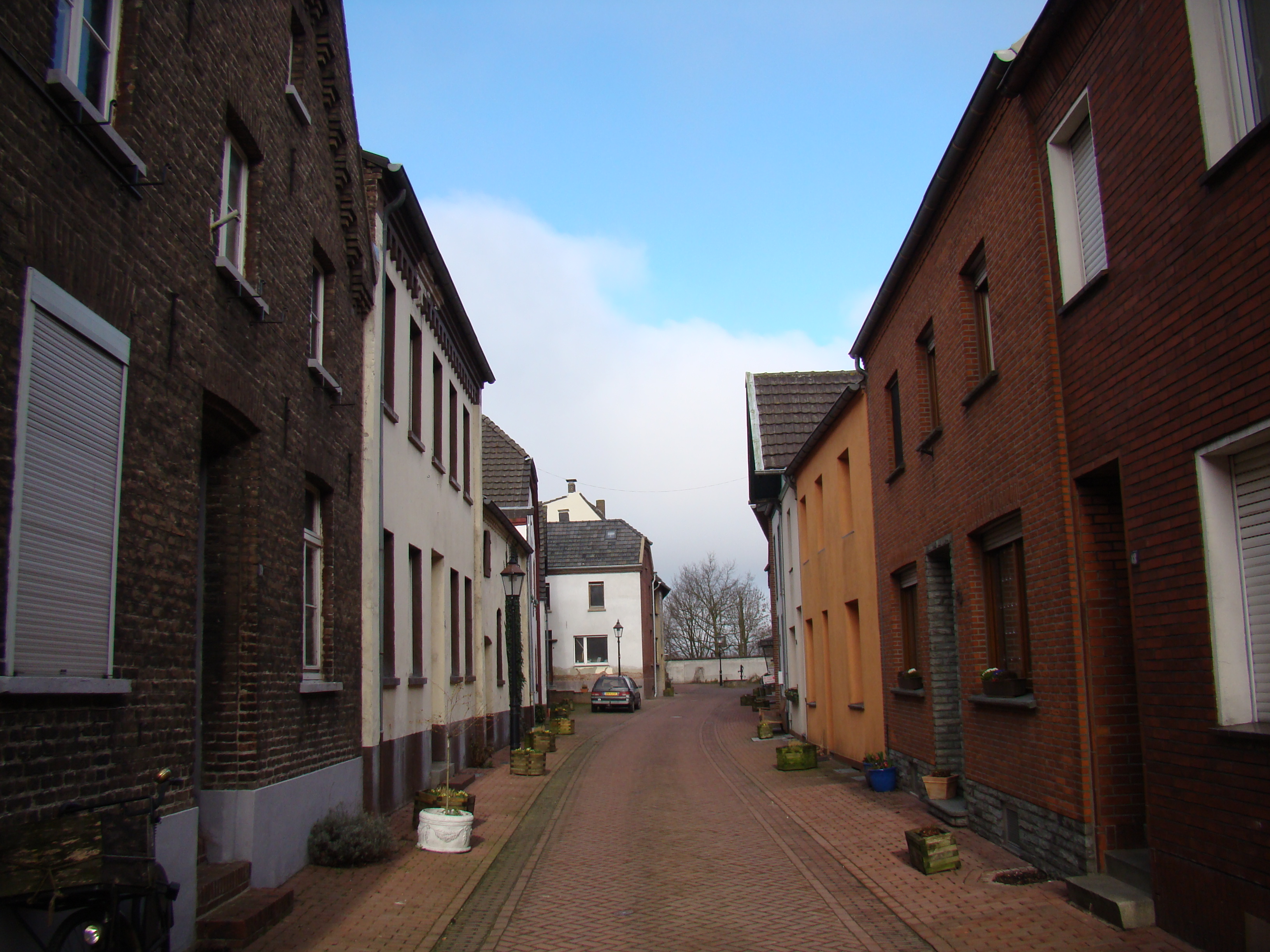
De enige doorlopende straat